# 王福军
王福军，中国农业大学水利与土木工程学院教授，博士生导师，中国教育部长江学者特聘教授。主要从事水力机械流动理论、水泵水力设计及泵站水力瞬变过程等方面的研究。王福军还担任中国流体工程学会理事，主编有《水泵与水泵站》。